# Glyphodes cadeti
Glyphodes cadeti là một loài bướm đêm trong họ Crambidae.